# Municipio de Highland (condado de Cass)
El municipio de Highland (en inglés: Highland Township) es un municipio ubicado en el condado de Cass en el estado estadounidense de Dakota del Norte. En el año 2010 tenía una población de 94 habitantes y una densidad poblacional de 1,01 personas por km².

## Geografía
El municipio de Highland se encuentra ubicado en las coordenadas 46°40′43″N 97°28′49″O / 46.67861, -97.48028. Según la Oficina del Censo de los Estados Unidos, el municipio tiene una superficie total de 93.07 km², de la cual 92,57 km² corresponden a tierra firme y (0,53 %) 0,5 km² es agua.

## Demografía
Según el censo de 2010, había 94 personas residiendo en el municipio de Highland. La densidad de población era de 1,01 hab./km². De los 94 habitantes, el municipio de Highland estaba compuesto por el 98,94 % blancos, el 1,06 % eran amerindios. Del total de la población el 1,06 % eran hispanos o latinos de cualquier raza.